# معادله معکوسه
معادله معکوسه معادله‌ای است که با معکوس کردن جوابش معادله برقرار باشد. یعنی اگر {\displaystyle \alpha } در آن صدق می‌کند، معادله به ازای {\displaystyle {\frac {-1}{\alpha }}} یا {\displaystyle {\frac {1}{\alpha }}} نیز برقرار باشد. در حالت اول معکوسه منفی و در حالت دوم معکوسه مثبت نامیده می‌شود.

## نتایج تعریف
- معادله معکوسه منفی نمی‌تواند از درجه فرد باشد.[۱]
- اگر معادله معکوسه مثبت از درجه فرد باشد، حتماً ریشه‌ای مساوی {\displaystyle 1} یا {\displaystyle -1} هستند (بنا به تساوی اعداد مذکور با معکوسشان).[۱]